# أحمد باشا الجلب
أحمد باشا الجلب (بالتركية: Celep Ahmed Paşa)‏ هو سياسي عثماني، تولى منصب والي دمشق.

## مناصبه
تولى المناصب التالية:
- والي دمشق